# Per Söderbäck
Petrus Söderbäck, född 30 september 1894 på Östantorp i Kristdala socken, död 21 januari 1974 i Linköping, var rektor vid Lunnevads folkhögskola och folkmusiker.

## Biografi
Söderbäck var son till folkskolläraren Frans Axel Teodor Söderbäck och Emelie Constance Nilsson. Familjen flyttade 1895 till Forssa i Mönsterås. 1911 flyttade familjen tillbaka till Kristdala. Söderbäck flyttade 1914 till Uppsala och hemkom 1915.
Söderbäck blev efter studier vid Fjellstedtska skolan student 1917 vid Uppsala universitet, där han avlade teologisk-filosofisk examen 1918, teologie kandidatexamen 1923 och praktiskt teologiskt prov 1924. Han var lärare vid Tärna folkhögskola 1919–1920 och 1922–1924, vid Brunnsviks folkhögskola 1921–1922. Söderbäck prästvigdes 1924 och var rektor vid Birka svenska folkhögskola och lantmannaskola i Estland 1924–1927. Han avlade filosofie kandidatexamen vid Lunds universitet 1927.
Söderbäck blev 1927 rektor vid Lunnevads folkhögskola i Sjögestads socken. Han pensionerades 1960. Söderbäck blev riddare av Vasaorden 1952.

## Upptecknade låtar
Dessa två låtar upptecknades 1932 av spelmannen Olof Andersson.
- Du är den enda i världen. Låten är en lockvisa. Söderbäck lärde sig låten av sin svärfader Carl Johan Rosén i Kristdala socken, Kalmar län.[5]
- Bröllopsvisa En liten visa ville jag framställa. Söderbäck lärde sig låten av lärarinnan Maja Dahlberg i Kristdala socken, Kalmar län.[5]